# Koszykarz rdzawobrody
Koszykarz rdzawobrody (Asthenes ayacuchensis) – gatunek małego ptaka z rodziny garncarzowatych (Furnariidae). Występuje w Ameryce Południowej – endemicznie na niewielkim terenie Peru. W Czerwonej księdze gatunków zagrożonych IUCN klasyfikowany jest jako gatunek najmniejszej troski (LC, ang. Least Concern).

## Systematyka
Takson ten po raz pierwszy zgodnie z zasadami nazewnictwa binominalnego opisali amerykańscy przyrodnicy Charles Vaurie, John S. Weske i John Whittle Terborgh w 1972 roku na łamach „Bulletin of the British Ornithologists' Club”, bazując na serii 9 okazów zebranych w sierpniu 1968 roku przez Weskego i Terborgha oraz w lipcu 1970 roku przez Weskego, Terborgha i O’Neilla. Autorzy nadali ptakowi nazwę Schizoeaca fuliginosa ayacuchensis, uznając go za podgatunek koszykarza białobrodego. Holotyp – dorosły samiec – został odłowiony 26 sierpnia 1968 roku i zdeponowany w kolekcji Amerykańskiego Muzeum Historii Naturalnej (nr 803124). Jako miejsce typowe autorzy podali Puncu, 30 km na północny wschód od Tambo, 12°47′S 73°49′W/-12,783333 -73,816667, na wysokości 3370 metrów, w regionie Ayacucho w Peru.
Później koszykarz rdzawobrody uznawany był za podgatunek koszykarza brodatego Asthenes vilcabambae (pierwotnie opisanego jako podgatunek koszykarza białobrodego w tej samej publikacji co koszykarz rdzawobrody). Badania molekularne opublikowane w 2011 roku wykazały, że koszykarz brodaty jest najbliżej spokrewniony z koszykarzem kanionowym Asthenes pudibunda. W 2016 roku South American Classification Committee (SACC) zaakceptował wyodrębnienie podgatunku Asthenes vilcabambae ayacuchensis jako osobnego gatunku Asthenes ayacuchensis. Koszykarz rdzawobrody jest uznawany za gatunek monotypowy.

### Etymologia
- Asthenes: gr. ασθενης asthenes „nieistotny, mało znaczący”, od negatywnego przedrostka α- a-; σθενος sthenos „siła, moc”[10].
- ayacuchensis: od miejsca występowania – region Ayacucho w Peru[11].

## Morfologia
Mały ptak o ciemnobrązowych tęczówkach. Dziób długi i cienki, od czarniawego do ciemnoszarego. Nogi i stopy ciemnoniebiesko-szare. Górne części ciała są brązowe, kark, grzbiet i pokrywy nadogonowe kasztanowo-brązowe. Głowa brązowawa z nieco ciemniejszą częścią szczytową. Czoło nieco jaśniejsze, także ciemnobrązowy pasek brwiowy, kantarek i okolice uszu ciemniejsze. Ogon długi, silnie stopniowany, sterówki postrzępione ze spiczastymi końcami, bledsze i bardziej rude niż grzbiet. Na brodzie ciemniejsza i większa niż u siostrzanego koszykarza brodatego ruda plama. Gardło szarawe, pierś nieco bardziej szarawa. Brzuch szary z piórami o lekko jaśniejszych obrzeżach dających niewielki efekt łusek, boki brązowawe. Długość ciała 18–20 cm. Nie występuje dymorfizm płciowy. U osobników młodocianych nie występuje ruda plama na brodzie, zamiast niej ta część jest szarawo-płowa.
Wymiary szczegółowe:
| Długość skrzydła (mm) | 60–66     |
| Długość ogona (mm)    | 100–115   |
| Długość dzioba (mm)   | 17,5–18,5 |

## Zasięg występowania
Koszykarz rdzawobrody występuje na bardzo niewielkim obszarze Andów w południowym Peru na zachód od rzeki Apurímac w północnej części regionu Ayacucho. Jego obecność stwierdzono w ostoi ptaków IBA „Río Mantaro - Cordillera Central” (PE081). Zasięg występowania (EOO, Extent of Occurrence) według szacunków organizacji BirdLife International obejmuje około 17,2 tys. km². Występuje zazwyczaj w zakresie wysokości od 2800 do 3600 m n.p.m.

## Ekologia i zachowanie
Jego głównym habitatem są obrzeża lasów na skraju formacji roślinnej puna, w tym lasów Polylepis, lasów wtórnych i lasów karłowatych, często z bambusem z rodzaju Chusquea. Niewiele wiadomo o diecie i sposobie żerowania. Dieta składa się prawdopodobnie głównie ze stawonogów. Żeruje pojedynczo lub w parach, podejmując pokarm z liści i gałęzi. Długość pokolenia jest określona na 3,8 roku.

### Rozmnażanie
Brak informacji o rozmnażaniu i gniazdowaniu tego gatunku. Osobnika młodocianego obserwowano na początku grudnia.

## Status
W Czerwonej księdze gatunków zagrożonych IUCN koszykarz rdzawobrody jest uznawany za gatunek najmniejszej troski (LC, ang. Least Concern). Wielkość populacji nie jest oszacowana, a gatunek ten opisywany jest jako dosyć pospolity. Ze względu na brak dowodów na spadki liczebności bądź istotne zagrożenia dla gatunku BirdLife International ocenia trend liczebności populacji jako prawdopodobnie stabilny.